# Filip Krajinović
Filip Krajinović (Servisch: Филип Крајиновић) (Sombor, 27 februari 1992) is een Servische tennisspeler. Hij heeft nog geen ATP-toernooi gewonnen maar stond al viermaal in de finale, en dit telkens in het enkelspel. Hij deed al mee aan verschillende Grandslams. Hij heeft tien challengers in het enkelspel en één challenger in het dubbelspel op zijn naam staan.

## Palmares
| Legenda                       | Legenda               |
| ----------------------------- | --------------------- |
| Grand Slam                    |                       |
| Olympische Spelen             |                       |
| tot 2009                      | vanaf 2009            |
| Tennis Masters Cup            | ATP Finals            |
| ATP Masters Series            | ATP Tour Masters 1000 |
| ATP International Series Gold | ATP Tour 500          |
| ATP International Series      | ATP Tour 250          |

### Palmares enkelspel
| №                    | datum            | toernooi      | ondergrond    | tegenstander in finale | score                 | details |
| -------------------- | ---------------- | ------------- | ------------- | ---------------------- | --------------------- | ------- |
| Verloren finales     |                  |               |               |                        |                       |         |
| 1.                   | 5 november 2017  | ATP Parijs    | Hardcourt (i) | Jack Sock              | 5-7, 6-4, 6-1         | Details |
| 2.                   | 28 april 2019    | ATP Boedapest | Gravel        | Matteo Berrettini      | 6-4, 3-6, 1-6         | Details |
| 3.                   | 20 oktober 2019  | ATP Stockholm | Hardcourt (i) | Denis Shapovalov       | 4-6, 4-6              | Details |
| 4.                   | 18 juli 2021     | ATP Hamburg   | Gravel        | Pablo Carreño Busta    | 2-6, 4-6              | Details |
| 5.                   | 19 juni 2022     | ATP Londen    | Gras          | Matteo Berrettini      | 5–7, 4–6              | Details |
| Gewonnen challengers |                  |               |               |                        |                       |         |
| 1.                   | 1 juni 2014      | Vicenza       | Gravel        | Norbert Gombos         | 6-4, 6-4              |         |
| 2.                   | [3 augustus 2014 | Cortina       | Gravel        | Federico Gaio          | 2-6, 7-6(5), 7-5      |         |
| 3.                   | 12 juli 2015     | Braunschweig  | Gravel        | Paul-Henri Mathieu     | 6-2, 6-4              |         |
| 4.                   | 23 augustus 2015 | Cordenons     | Gravel        | Adrian Ungur           | 5-7, 6-4, 4-1, opgave |         |
| 5.                   | 21 mei 2017      | Heilbronn     | Gravel (i)    | Norbert Gombos         | 6-3, 6-2              |         |
| 6.                   | 8 juli 2017      | Marburg       | Gravel        | Cedric-Marcel Stebe    | 6-2, 6-3              |         |
| 7.                   | 6 augustus 2017  | Biella        | Gravel        | Salvatore Caruso       | 6-3, 6-2              |         |
| 8.                   | 1 oktober 2017   | Rome          | Gravel        | Daniel Gimeno-Traver   | 6-4, 6-3              |         |
| 9.                   | 7 oktober 2017   | Almaty        | Gravel        | Laslo Đere             | 6-0, 6-3              |         |
| 10.                  | 19 mei 2019      | Heilbronn     | Gravel        | Arthur De Greef        | 6-3, 6-1              |         |

### Palmares dubbelspel
| Nr.                              | Datum         | Toernooi | Ondergrond | Partner       | Tegenstanders in finale             | Score    |
| -------------------------------- | ------------- | -------- | ---------- | ------------- | ----------------------------------- | -------- |
| Gewonnen challengers herendubbel |               |          |            |               |                                     |          |
| 1.                               | 12 april 2015 | Napels   | Gravel     | Ilia Bozoljac | Alexander Bury Nikoloz Basilasjvili | 6-1, 6-2 |

## Resultaten grote toernooien
| Legenda | Legenda                          |
| ------- | -------------------------------- |
| g.t.    | geen toernooi gehouden           |
| l.c.    | lagere categorie                 |
| –       | niet deelgenomen                 |
| G       | uitgeschakeld in de groepsfase   |
| 1R      | uitgeschakeld in de eerste ronde |
| 2R      | uitgeschakeld in de tweede ronde |
| 3R      | uitgeschakeld in de derde ronde  |
| 4R      | uitgeschakeld in de vierde ronde |
| KF      | uitgeschakeld in de kwartfinale  |
| HF      | uitgeschakeld in de halve finale |
| F       | de finale verloren               |
| W       | het toernooi gewonnen            |
| w-v     | winst/verlies-balans             |

### Enkelspel
| toernooi             | 2010 | 2011 | 2012 | 2013 | 2014 | 2015 | 2016 | 2017 | 2018 | 2019 | 2020 | 2021 | 2022 | 2023 |
| -------------------- | ---- | ---- | ---- | ---- | ---- | ---- | ---- | ---- | ---- | ---- | ---- | ---- | ---- | ---- |
| grandslamtoernooien  |      |      |      |      |      |      |      |      |      |      |      |      |      |      |
| Australian Open      | –    | –    | –    | –    | –    | 1R   | 1R   | –    | –    | 3R   | 2R   | 3R   | 1R   | 1R   |
| Roland Garros        | –    | –    | 1R   | –    | –    | 1R   | –    | –    | –    | 3R   | 1R   | 2R   | 3R   | 1R   |
| Wimbledon            | –    | –    | –    | –    | –    | 1R   | –    | –    | 1R   | 1R   | g.t. | 1R   | 2R   | –    |
| US Open              | –    | –    | –    | –    | 1R   | 2R   | –    | –    | 1R   | 1R   | 3R   | 1R   | 1R   |      |
| ATP Masters 1000     |      |      |      |      |      |      |      |      |      |      |      |      |      |      |
| Indian Wells         | –    | –    | –    | –    | –    | 1R   | –    | –    | 3R   | 4R   | g.t. | 3R   | 2R   | 1R   |
| Miami                | 1R   | –    | –    | –    | –    | 2R   | –    | –    | 4R   | 3R   | g.t. | –    | –    | –    |
| Monte Carlo          | –    | –    | –    | –    | –    | –    | 1R   | –    | –    | –    | g.t. | 3R   | 1R   | 1R   |
| Madrid               | –    | –    | –    | –    | –    | –    | –    | –    | –    | –    | g.t. | 1R   | 1R   | 1R   |
| Rome                 | –    | –    | –    | –    | –    | –    | –    | –    | –    | –    | 3R   | 1R   | 3R   | 1R   |
| Montreal/Toronto     | –    | –    | –    | –    | –    | –    | –    | –    | 1R   | –    | g.t. | –    | 1R   |      |
| Cincinnati           | –    | –    | –    | –    | –    | –    | –    | –    | 1R   | –    | KF   | 1R   | 2R   |      |
| Shanghai             | –    | –    | –    | –    | –    | –    | –    | –    | 1R   | 1R   | g.t. | g.t. | g.t. |      |
| Parijs               | –    | –    | –    | –    | –    | –    | –    | F    | 1R   | –    | 1R   | 1R   | –    |      |
| olympisch            |      |      |      |      |      |      |      |      |      |      |      |      |      |      |
| Olympische Spelen    | g.t. | g.t. | –    | g.t. | g.t. | g.t. | –    | g.t. | g.t. | g.t. | g.t. | –    | g.t. | g.t. |
| statistieken         |      |      |      |      |      |      |      |      |      |      |      |      |      |      |
| totaal aantal titels | 0    | 0    | 0    | 0    | 0    | 0    | 0    | 0    | 0    | 0    | 0    | 0    | 0    | 0    |
| eindejaarsranking    | 214  | 1403 | 420  | 226  | 100  | 101  | 234  | 34   | 94   | 40   | 31   | 42   | 54   |      |

### Dubbelspel
| grandslamtoernooien  |      |      |   |      |      |      |      |      |      |      |
| Australian Open      | –    | –    | – | –    | –    | –    | –    | 1R   | 1R   | –    |
| Roland Garros        | –    | 1R   | – | –    | –    | 1R   | –    | 1R   | 1R   | –    |
| Wimbledon            | –    | –    | – | –    | –    | 1R   | g.t. | 1R   | –    | –    |
| US Open              | –    | –    | – | –    | 1R   | –    | –    | 1R   | –    |      |
| ATP Masters 1000     |      |      |   |      |      |      |      |      |      |      |
| Indian Wells         | 1R   | –    | – | –    | 1R   | –    | g.t. | 1R   | –    | –    |
| Miami                | –    | –    | – | –    | 1R   | –    | g.t. | –    | –    | –    |
| Monte Carlo          | –    | –    | – | –    | –    | –    | g.t. | –    | –    | –    |
| Madrid               | –    | –    | – | –    | –    | –    | g.t. | –    | –    | –    |
| Rome                 | –    | –    | – | –    | –    | –    | –    | –    | –    | –    |
| Montreal/Toronto     | –    | –    | – | –    | –    | –    | g.t. | –    | –    |      |
| Cincinnati           | –    | –    | – | –    | –    | –    | –    | 2R   | –    |      |
| Shanghai             | –    | –    | – | –    | –    | 2R   | g.t. | g.t. | g.t. |      |
| Parijs               | –    | –    | – | –    | –    | –    | –    | 2R   | –    |      |
| olympisch            |      |      |   |      |      |      |      |      |      |      |
| Olympische Spelen    | g.t. | g.t. | – | g.t. | g.t. | g.t. | g.t. | –    | g.t. | g.t. |
| statistieken         |      |      |   |      |      |      |      |      |      |      |
| totaal aantal titels | 0    | 0    | 0 | 0    | 0    | 0    | 0    | 0    | 0    | 0    |
| eindejaarsranking    | 1453 | 310  | — | 782  | 223  | 451  | 500  | 297  | 825  |      |